# Strip Me (album)
Strip Me – czwarty studyjny album brytyjskiej wokalistki Natashy Bedingfield, wydany 7 grudnia 2010 roku.

## Lista utworów
1. "A Little Too Much" – 3:29
2. "All I Need" – 3:44
3. "Strip Me" – 3:30
4. "Neon Lights" – 3:43
5. "Weightless" – 3:55
6. "Can't Fall Down" – 4:09
7. "Try" – 3:16
8. "Touch" – 3:47
9. "Run-Run-Run" – 3:06
10. "Break Thru" – 4:07
11. "No Mozart" – 3:48
12. "Recover" – 3:48
13. "Weightless [Less Is More Version]" – 4:30